# Wanna Make Love
Wanna Make Love è l'album di debutto del gruppo funk/R&B dei Sun. Fu originariamente commercializzato con il titolo Live On, Dream On, ma ripubblicato in breve tempo con un nuovo titolo, in seguito al successo dell'omonimo singolo Wanna Make Love.

## Tracce
1. Live On, Dream On – 4:47 (Byron Byrd)
2. Tell the People – 3:10 (Byron Byrd, John Wagner)
3. My Woman – 5:10 (Byron Byrd)
4. They're Calling for Me – 7:04 (Chris Jones)
5. Wanna Make Love – 3:30 (Byron Byrd)
6. Love Is Never Sure – 4:53 (Harry McLoud, John Wagner)
7. The Show Is Over – 3:57 (Byron Byrd, John Wagner, Harry McLoud, Chris Jones, Hollis Melson,Gregory Webster, Clarence Willis)
8. It's Killing Me – 4:18 (Chris Jones)
9. Give Your Love to Me – 3:59 (Chris Jones)

## Formazione
- Byron Byrd - flauto, pianoforte, Clavinet, basso, percussioni, tastiere, sintetizzatori, sassofono, voce principale e cori
- Chris Jones - tromba, pianoforte, Clavinet, Vibrafono, batteria, percussioni, sintetizzatori, voce principale e cori
- Dean Hummons - organo, Clavinet, pianoforte, tastiere, sintetizzatori
- Hollis Melson - basso, percussioni, voce principale e cori
- Kym Yancey - batteria, percussioni, cori
- John Wagner - tromba, flicorno, trombone, percussioni, voce principale e cori
- Shawn Sandridge - chitarra, cori

### Altri musicisti
- Linda Thornton - cori
- Roger Troutman - chitarra, Talk box
- Lester Troutman - batteria

## Classifica
| Classifica (1976)         | Posizione |
| ------------------------- | --------- |
| Billboard Top Soul Albums | 54        |

### Singoli
| Anno | Singolo         | Posizione | Posizione | Posizione |
| Anno | Singolo         | US Pop    | US R&B    | US Dance  |
| ---- | --------------- | --------- | --------- | --------- |
| 1976 | Wanna Make Love | 76        | 31        | 15        |